# Émilie Bigottini
Émilie Bigottini (Tolosa de Llenguadoc, 16 d'abril de 1784 - París, 28 d'abril de 1858) fou una ballarina francesa d'ascendència italiana.
Filla de Francesco Bigottini, cèlebre arlequí de la Comédie-Italienne de Paris, i de Dominique Lacoste, va debutar al Théâtre Audinot, que després seria el Théâtre de l'Ambigu. Es distingí especialment en els ballets de Louis Milon, marit de la seva germanastra i que esdevingué el seu professor.
Al novembre de 1801, quan tenia disset anys, entrà al ballet de l'Òpera de París per interpretar-hi el paper d'Amor, del ballet Psyché. Regnà sobre la troupe d'aquest teatre durant molts anys, ballant a Aline, La reina de Golconda, La Fille mal gardée, Jérusalem délivrée, Clari ou La Promesse de Mariage, Proserpine, Misra, Nina, La Jeunesse d'Henri IV, etc. fins que al 1823 es jubilà. Napoleó I de França va ser un dels seus fervents admiradors.
Dotada de gran bellesa i talent, durant vint anys va ser la nena mimada del públic parisenc i fou considerada un exemple de bon gust artístic, precisa i excel·lent en la mímica i la pantomima, disciplina en què fou molt aclamada. Com a ballarina va crear molts papers, entre els quals el de Nina, al ballet de Milon amb música de Nicolas Dalayrac Nina, ou la folle par amour (1813), en què va saber tan perfectament caracteritzar el paper de muda que, estant present el cèlebre compositor Jacques Aubert, es diu que s'hi inspirà per a compondre l'òpera La muta di Portici.
Va tenir dues filles i un fill, amb diferents parelles.